# Franz Tuschek
Franz Tuschek, född 27 mars 1899, död 7 januari 1967, var en friidrottare från Österrike. Han deltog vid olympiska sommarspelen 1932 och olympiska sommarspelen 1936.